# 卡爾·佩格勞
卡爾·佩格勞（德語：Karl Peglau，1927年5月18日—2009年11月29日），德國交通心理學家、工程師及設計師，在1961年創造了廣泛於前東德境內裝設的交通號誌小人（Ampelmännchen）。
佩格勞出身自德國與波蘭邊境的上勞西茨地區，自柏林洪堡大學畢業後曾任職於國家體育機構，自1957年起改行進入交通界服務、擔任了30餘年的交通心理學家。他參與東德的行人道路安全改善事業時，想要創造出一種同時能吸引孩童，又能讓年長者易於理解的交通號誌，因而刻意將燈號設計成人形圖案。該款號誌上路之後遂得到交通號誌小人之稱，在東德廣受歡迎，也是在鐵幕終結後少數存留下來、且風靡程度不減的東德特產之一，因而享有特殊的社會地位。愛好者們也用佩格勞的發明來象徵「東德情結」——對舊東德相關事物的懷念情緒。
晚年的佩格勞仍繼續從事交通號誌小人的設計工作。儘管兩德統一後的德國政府曾打算將德東地區的舊號誌汰換成與西德交通燈相同的款式，但在支持者們發起的運動下，不僅使佩氏的號誌於1997年得到保留，他本人甚至還替其創造衍生商品和紀念品，成為柏林的熱門遊客選購物。

## 生平

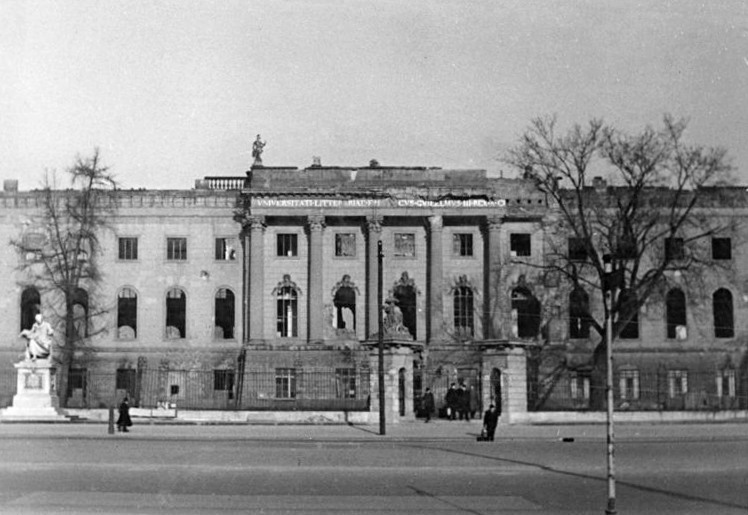
卡爾·佩格勞曾於1950年代求學於柏林洪堡大學，圖為當時的學校主樓。

### 早年生涯
卡爾·佩格勞在1927年誕生於上勞西茨地區的穆斯考（今德國薩克森自由邦巴特穆斯考）。他在青年期時想要成為工程師和製圖師，但入讀柏林洪堡大學後，尚花了數個學期修習數學和心理學，接著於1954年獲得心理學文憑。佩格勞畢業後，在東德的國家體育運動委員會獲得第一份職場工作，參與教練培訓。

### 交通生涯

卡爾·佩格勞於1961年設計出來的交通號誌小人示意圖案，左為代表通行的小綠人，右為代表止步的小紅人。

1957年，佩格勞改赴鐵路醫務處（Bahnärztlichen Dienst）任職，當該機構於1959年擴編為東德交通醫務處後，他繼續於其下的柏林分處擔任了30年的高階心理分析師，為車輛行駛適性及用於車流管制、安全管制的導引標誌研發數種心理學測驗方法。其任內的東德交通號誌從1930年代到1960年代初期大致未經改變，但路上車輛數目及交通流量卻大幅攀升，使得街道對行人和駕駛人而言都變得更加危險，因為30年代的號誌應付不了交通成長，交通事故及傷亡人數也隨之銳增。有鑑於此，東德交通部及一個交通委員會委託佩格勞創建新式交通號誌，以降低都市內的車禍次數。
佩格勞推斷出的結論認為，若是建立兩套完全不同的號誌，就能改善人車管理，因此他規劃出紅綠兩色的人形玻璃信號燈，分別代表止步和通行，將之稱作「交通號誌小人」。他有意採用友善且平易近人的設計，這點也使其在東德搏得更多人氣。小人的外觀元素包括從容的姿勢、帽子、鈕狀小鼻和粗短結實的體格，佩氏形容這種特徵能呈現出「令人舒暢的氣場和人性之暖」。除此之外，他還將小人設計的比30年代版的號誌更實用、更具效率。綠色小人的姿勢類似箭矢，而紅色小人雙臂外張，形似路障。號誌圖案的尺寸大小則提高其在霧霾、雨天或雪天等險惡天候下的能見度。

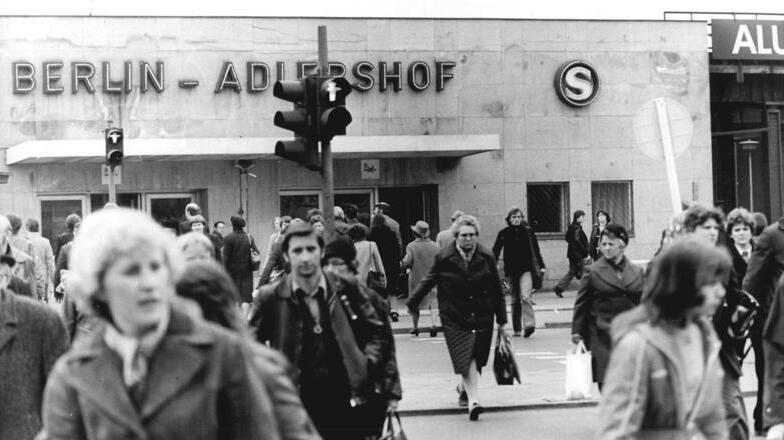
東德時代東柏林街頭的號誌小人（1978年4月27日攝）

佩格勞的號誌小人推出後，還推廣到東柏林以外地區，1980年代已遍及全東德，並成長為東德流行文化重要的一部份。該國國家媒體「民主德國電視台」的夜間兒童電視節目《我們的小沙人》（Unser Sandmännchen）亦在劇集中加入紅綠兩個號誌小人的角色，將交通規則與交通安全的重要性教導給孩童。

### 兩德統一後

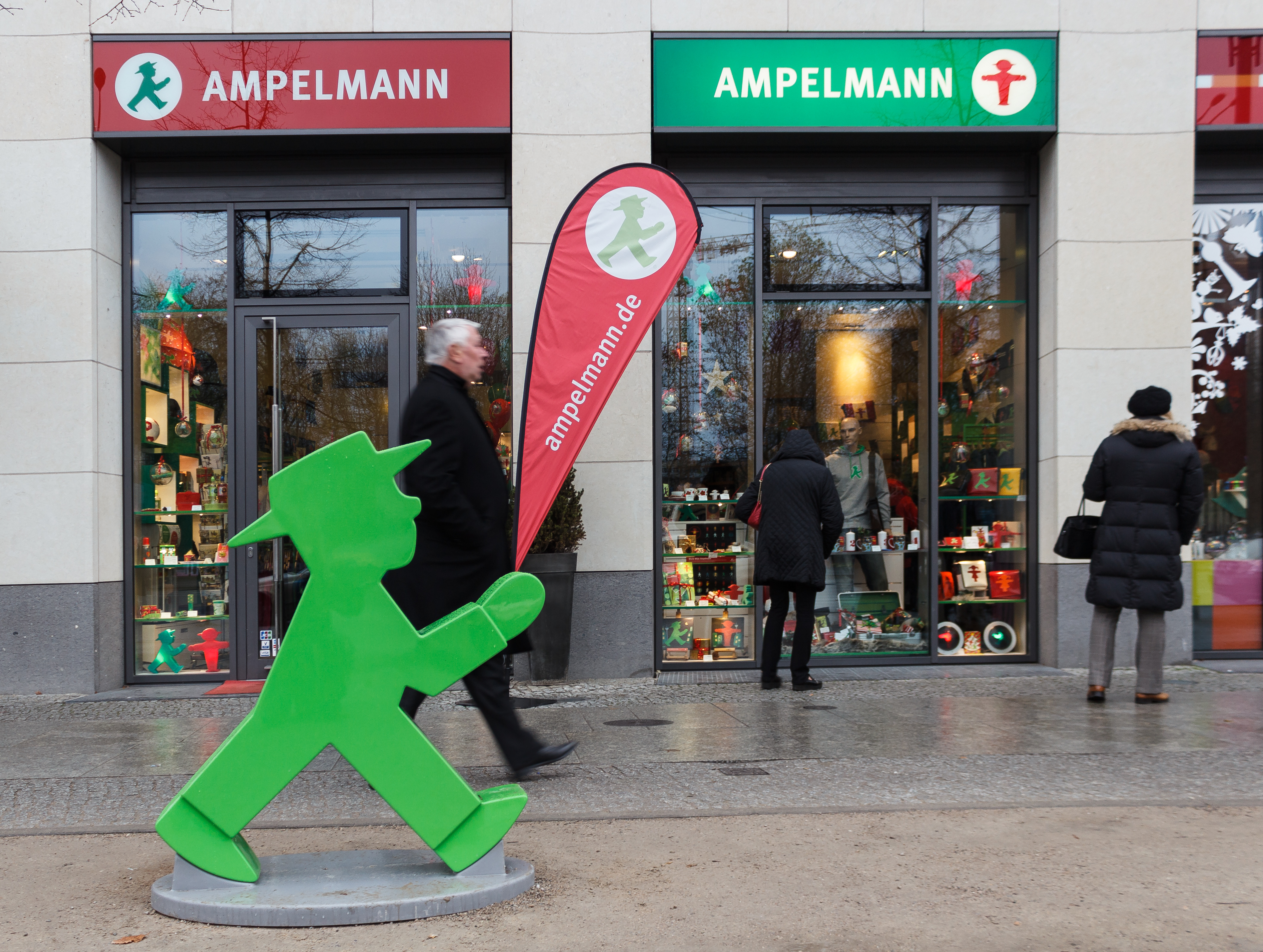
柏林卡爾·李卜克內西大街上的交通號誌小人塑像及販賣店（2013年11月24日攝）

1990年，東德與西德合併，佩格勞也於同年得到提前退休的安排。統一後的德國當局更加偏好前西德使用的燈號，而決定逐步停用佩氏創作的號誌小人。然而在政府換下來的號誌小人中，有一部份由德國設計師馬庫斯·黑克豪森（Markus Heckhausen）蒐集起來，並將其圖案轉變為檯燈或時尚飾品。這些燈飾販售到市面上、引發媒體關注之後，德東、德西兩地的群眾自發組建了一個名為「交通號誌小人拯救委員會」（Komitees zur Rettung der Ampelmännchen）的民間團體，最後在1997年達成目標，讓原本要退出街頭的舊交通號誌小人得以保留下來。
另一方面，黑克豪森於1996年取得了交通號誌小人的著作權，得以販賣其設計品，並創辦了號誌小人有限公司（Ampelmann Ltd）。他很快便將佩格勞招攬入社，設計更多的號誌小人新商品，此後這些產品成為了柏林最受歡迎的紀念品。根據黑氏接受柏林日報採訪時的回憶，佩格勞每週都會到公司的設計工作室一趟，與員工集體研思新品，並跟他們一起共事。黑克豪森還表示，佩格勞認為公司能將他對交通安全的信念創造成T恤、袋子等客製化產品一事相當非比尋常。

卡爾·佩格勞倡議的汽車用號誌，紅、黃、綠三種顏色的燈號皆設計成相異的形狀。

兩德統一之後，佩格勞繼續花了近20年的時間在號誌小人上面，不僅德國東部各地的次級道路或交叉路口裝設他的號誌，連前西德境內的一些城市也跟進採用。除了號誌小人外，佩格勞在交通心理學家和工程師的生涯中，還構思出其他數項交通安全計畫。舉例來說，他曾建議給汽車用的紅、黃、綠三色號誌分派不同的形狀。

## 個人生活
佩格勞於2009年11月29日逝於柏林，享壽82歲，身後留下妻子希爾德佳德（Hildegard）、兩位孩子和數位孫兒。他生前愛好網球，曾於洪堡大學校內賽、鐵路賽、柏林市賽及東德全國長者賽等網球賽事中得過冠軍，並擔任過多年的網球教練。